# Evangelische Kapelle Amöneburg

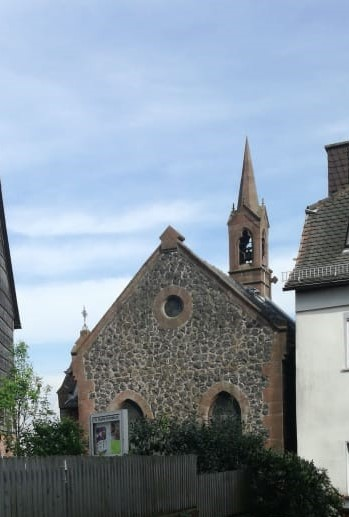
Kapelle

Die evangelische Kapelle Amöneburg ist ein Kirchengebäude in Amöneburg im hessischen Landkreis Marburg-Biedenkopf.

## Geschichte
1856 erfolgte die Zuordnung der evangelischen Christen der mehrheitlich katholisch geprägten Stadt Amöneburg zu der evangelischen Kirchengemeinde Kirchhain. Ab 1891 wurden die evangelischen Gottesdienste im Parteienzimmer des Amtsgerichtes gefeiert. Ab 1897 wurde mit dem Bau der Kapelle begonnen, finanziert wurde dies durch Spenden, Mittel des Konsistoriums in Kassel und des Gustav-Adolf-Vereins. Am 5. Dezember 1897 (2. Advent) wurde die Kapelle feierlich eingeweiht. Zur Einweihung stiftete Kaiserin Auguste Viktoria eine Altar-Bibel mit handschriftlicher Widmung.

## Gemeinde
Die Evangelische Kapelle Amöneburg gehört heute zur Kirchengemeinde Kirchhain im Kirchenkreis Kirchhain, der zum Sprengel Marburg innerhalb der Evangelischen Kirche von Kurhessen-Waldeck gehört.